# Faro de isla Pancha
El Faro de Isla Pancha  se encuentra en la Isla Pancha, en la parte más occidental de la Ría de Ribadeo. Se comenzó a a construir en 1857. Desde 1993 depende de la Autoridad Portuaria de Ferrol-San Cibrao.

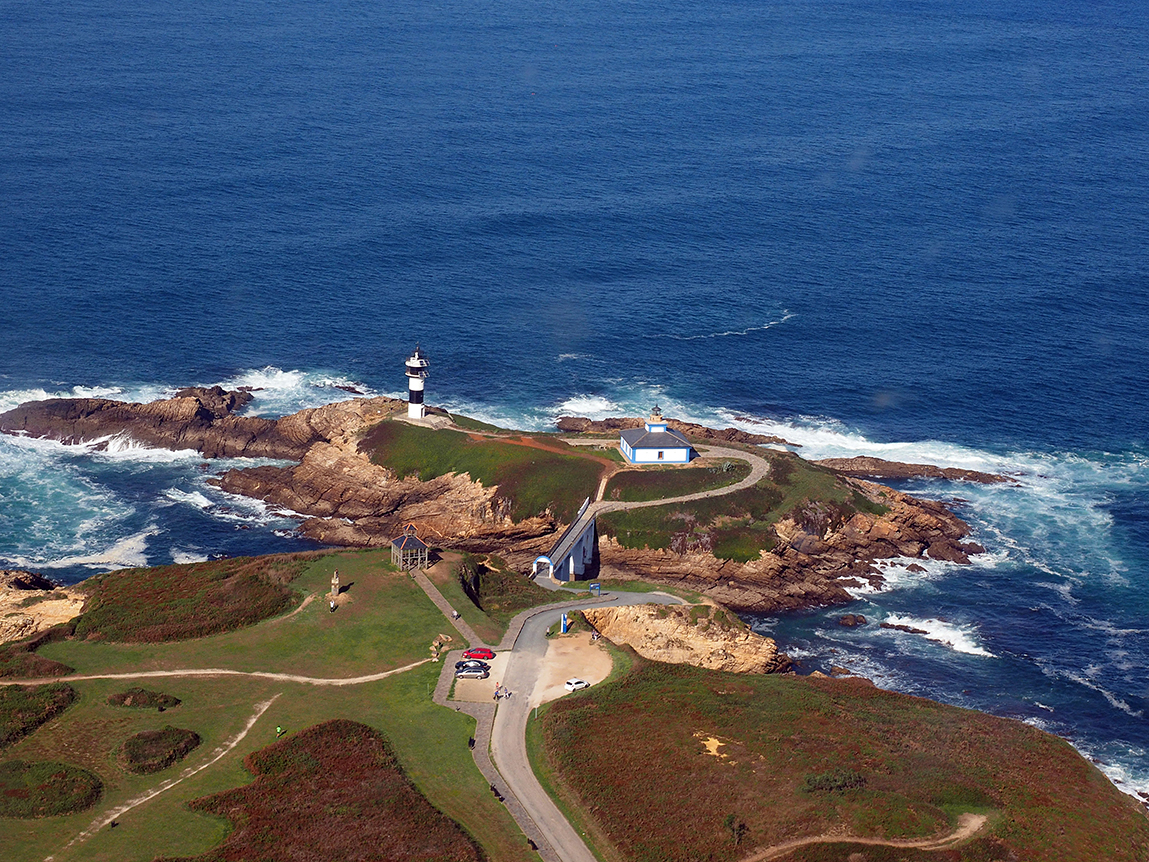
Faro de isla Pancha, Ribadeo, Lugo

## Historia
Planeado como una luz de tercer orden destinada a iluminar la entrada al puerto de Ribadeo, este faro se inauguró el 30 de diciembre de 1859. El proyecto del ingeniero Marcelo Sánchez Movellán fue una luz simétrica, con la torre encajada en el centro de un edificio cuadrado para así protegerla de los temporales. Como faro de isla, y por la categoría de su luz, debía estar atendido por dos torreros; con todo, para economizar en el servicio y suprimir un encargado, se decidió construir un puente de unión con tierra. En el último tercio del siglo XX se construyó un segundo faro en la isla, quedando sin uso el viejo.
En el año 2014 comenzó el proceso para ser usado como hotel, contando con oposición vecinal.